# Калашник, Николай Владимирович
Николай Владимирович Калашник (укр. Микола Володимирович Калашник; род. 22 мая 1990, Киев) — украинский деятель, врио председателя Дарницкой районной в городе Киеве государственной администрации, председатель Киевской областной государственной администрации с 24 марта 2025 года.

## Биография
С 2011 по 2012 год работал таможенным брокером ООО «ВЕНТ-СЕРВИС». В 2012—2013 годах — экономист, экономист по договорным и претензионным работам, заместитель начальника отдела коммунального предприятия «Дирекция по управлению и обслуживанию нежилого фонда Дарницкого района города Киева».
В 2013 году окончил Киевский национальный торгово-экономический университет по специальности «Менеджмент внешнеэкономической деятельности», квалификация — магистр по менеджменту внешнеэкономической деятельности.
В 2013—2017 годах — главный специалист отдела по вопросам имущества коммунальной собственности; главный специалист, начальник отдела по вопросам имущества коммунальной собственности и приватизации государственного жилищного фонда Дарницкой районной в городе Киеве государственной администрации.
В 2017—2020 годах — руководитель аппарата Дарницкой районной в городе Киеве государственной администрации.
В 2018 году окончил Национальную академию государственного управления при президенте Украины по специальности «региональное управление», квалификация — магистр государственного управления.
В 2020—2024 годах — первый заместитель председателя Дарницкой районной в городе Киеве государственной администрации, временный исполняющий обязанности председателя Дарницкой районной в городе Киеве государственной администрации.
С 13 декабря 2024 по 24 марта 2025 года — первый заместитель председателя Киевской областной государственной администрации.
С 1 января по 24 марта 2025 года — временный исполняющий обязанности председателя Киевской областной государственной администрации.
11 марта 2025 года на заседании Кабинета министров Украины его кандидатура была согласована на должность председателя Киевской областной государственной администрации.
С 24 марта 2025 года — председатель Киевской областной государственной администрации.